# フォスター・ホラン
フォスター・ホラン（Foster Horan、1992年11月3日 - ）は、アイルランドのラグビー選手。

## プロフィール
- アイルランド・ゴーリー出身[1]。
- ポジションはウィング(WTB)、センター(CTB)。
- 身長 180cm、体重 88kg
- U20アイルランド代表に選ばれたことがある。

## 略歴
2021年、東京五輪の7人制アイルランド代表に選ばれた。